# Leptodermis diffusa
Leptodermis diffusa là một loài thực vật có hoa trong họ Thiến thảo. Loài này được Batalin mô tả khoa học đầu tiên năm 1894.